# Экстро 2: Второе вторжение
«Экстро 2: Второе вторжение» (англ. Xtro II: The Second Encounter) — фантастический фильм с элементами фильма ужасов 1990 года режиссёра Гарри Бромли Девенпорта, вторая часть трилогии Экстро. Фильм также известен под названием Экстро 2: Вторая встреча. Фильм сюжетно не имеет ничего общего с первой частью.

## Сюжет
В подземных помещениях секретной правительственной организации находится электромагнитный портал, позволяющий путешествовать в параллельное пространство. В него то и отправляется группа американских исследователей. С группой теряется связь, обратно возвращается лишь один человек. Вернувшимся человеком оказывается девушка, находящаяся в состоянии шока. В своём теле девушка несёт монстра — существо из параллельного мира, которое выбирается наружу. Вскоре в подземной лаборатории начинаются сбои с оборудованием — ломаются лифты, непроизвольно открываются и закрываются автоматические двери. Всё это осложняется гуляющим по лаборатории монстром, пожирающим сотрудников лаборатории. В это время компьютер, управляющий лабораторией, сообщает что через 5 часов всё живое в лаборатории будет уничтожено посредством применения радиоактивных изотопов. В течение всего этого времени оставшимся в живых предстоит бороться с монстром из параллельной реальности.

## В ролях
- Ян-Майкл Винсент
- Тара Букман
- Рэйчел Хэйуорд